# U-Roy
U-Roy, all'anagrafe Ewart Beckford, conosciuto anche come The Originator (Jones Town, 21 settembre 1942 – Kingston, 18 febbraio 2021), è stato un disc jockey e toaster giamaicano, noto soprattutto per essere stato uno dei fondatori del DJ Style, uno stile di reggae precursore della musica rap.

## Biografia
La sua carriera musicale inizia nel 1961, quando diventa disc jockey in vari sound system giamaicani, compreso quello di Coxsone Dodd, e lavorando nei sound system di King Tubby, e Duke Reid fra gli altri. Con U-Roy come dj King Tubby il nuovo suono, che verrà conosciuto come dub, diventa molto popolare e U-Roy diventa una celebrità in Giamaica. Il suo primo singolo sarà Earth's Rightful Ruler, registrato con Peter Tosh per Lee Perry, ma quello che lo porterà al successo definitivo sarà Dynamic Fashion Way, nel 1969, per Keith Hudson. Dopo questo brano lavora con tutti i maggiori produttori dell'isola: Lee Perry, Peter Tosh, Bunny Lee, Phil Pratt, Sonia Pottinger, Rupie Edwards, Alvin Ranglin e Lloyd Daley.
Lavorando con il produttore Duke Reid la fama di U-Roy aumenta e l'artista produce una serie di singoli tra cui Wake the Town e Wear You to the Ball.
La fama di U-Roy aumenta ancora nel corso di tutti gli anni settanta e raggiunge il suo massimo con l'album Dread in a Babylon, prodotto da Prince Tony Robinson, resterà famosa la sua immagine mentre scompare in una nube di fumo di cannabis tenendo in mano un calice. L'album contiene anche una traccia chiamata Chalice in the Palace, in cui fantastica sul fumare marijuana con la regina Elisabetta II all'interno di Buckingham Palace. L'artista diventa una delle più grandi stelle giamaicane degli anni ottanta, riscuotendo un buon successo anche nel Regno Unito.
Viene insignito dell'Order of Distinction come ufficiale il 15 ottobre 2007.

## Lo stile
Edward Beckford inizia la carriera musicale come dj nel 1961, nel 1968 questo ventottenne giamaicano rivoluziona il mondo della musica. Pur non essendo il primo artista del genere ad utilizzare un microfono ha inventato un nuovo stile, sia nelle dancehall sia nella musica in studio. Il nuovo stile è il cosiddetto DJ Style, che consisteva nell'eseguire una versione parlata di numerosi successi del pioniere dub King Tubby. Questo stile ha ispirato direttamente il rap statunitense, visto che artisti come Kanye West e Public Enemy hanno utilizzato il toasting per numerosi successi. Nel 1969 lavora con Duke Reid per realizzare il primo pezzo rap giamaicano, un remix del brano Wear You to the Ball dei The Paragons.

## Discografia

### Album studio
- 1974 - U-Roy (Trojan)
- 1975 - Dread in Babylon (Frontline)
- 1976 - Natty Rebel (Virgin)
- 1977 - Dreadlocks in Jamaica (Live & Love)
- 1977 - Jah Son of Africa (Live & Love)
- 1977 - Rasta Ambassador (Virgin)
- 1979 - With Words of Wisdom (Frontline)
- 1983 - Crucial Cuts (Virgin)
- 1987 - Line Up and Come (Tappa)
- 1988 - With a Flick of My Musical Wrist (Trojan)
- 1990 - Version of Wisdom (Frontline)
- 1991 - True Born African (RAS)
- 1992 - The Teacher Born the Student (Sonic Sounds)
- 1992 - Rock With I (RAS)
- 1993 - Smile a While (RAS)
- 1997 - Babylon Kingdom Must Fall (Ariwa)
- 2000 - Serious Matter (Tabou)
- 2000 - The Lost Album (Soundsystem)
- 2001 - Now (Beatville)
- 2002 - Rightfull Ruler (Recall)
- 2005 - Rebel in Style (Nocturne)
- 2007 - Old School New Rules (Ariwa)
- 2009 - I Am the Originator
- 2021 - Solid Gold U-Roy

### Live
- 1998 - U-Roy Live

### Compilation
- 1973 - Version Galore (Frontline)
- 1993 - Musical Vision (Lagoon)
- 1994 - Three From the Frontline: Dread in Babylon/Dreadlocks/Too Long (Caroline)
- 1994 - Super Boss: The Grat Tresure Isle Collection, Vol. 1 (Culture Press)
- 1995 - Original DJ (Caroline)
- 1995 - You Ace from Space (Trojan)
- 1999 - Trenchtown Rock (Discky)
- 1999 - Reggae Live Sessions, Vol. 1 (Heartbeat)
- 2001 - The Best of U-Roy: Rightful Ruler (Music Club)
- 2001 - Flashing My Whip (Creole)
- 2002 - Super Boss: the Best of U-Roy (Nascente)
- 2002 - Babylon Burning: The Mighty Songs of U-Roy (Varese)
- 2002 - The Deejay Daddy (Rhino)
- 2003 - Version Galore (Sanctuary/Trojan)
- 2003 - Greatest Hits of U-Roy (Bunny Lee)
- 2003 - U-Roy vs. I-Roy: Two Bad D.J. (Varese)
- 2004 - Wake the Town (Creole)
- 2004 - Reggae Best (Culture Press)
- 2005 - This Is Crucial Reggae (Ras/Sanctuary)
- 2005 - U-Roy Meets King Tubby (Attack Gold)
- 2005 - Show Time (Melodie)
- 2007 - The Reggae Masters (LM)
- 2007 - Love Trio in Dub (Nublu)
- 2007 - Hold on Rasta (Clocktower)
- 2009 - 30 Massive Shots from Treasure Island (Attack UK)